# Salles, Tarn
Salles là một xã thuộc tỉnh Tarn trong vùng Occitanie ở phía nam nước Pháp. Xã này nằm ở khu vực có độ cao trung bình 192 mét trên mực nước biển.
Sông Cérou chảy qua thị trấn.